# Parauapebas
Parauapebas este un oraș în Pará (PA), Brazilia.